# 1 E-9 m
Za lažjo primerjavo različnih redov velikosti je na tej strani nekaj dolžin in višin med 1 nanometrom in 10 nm (10-9 m in 10-8 m).
- razdalje, krajše od 1 nm
- 1 nm = 1000 pikometrov = 10 Ångströmov
- 1 nm -- premer molekule saharoze, ki jo je izračunal Albert Einstein
- 1,1 nm -- premer ogljikove nanocevi z eno steno
- 2 nm -- premer vijačnice DNK
- razdalje, daljše od 10 nm